# Osipowicze
Osipowicze (biał. Асiповiчы, Asipovičy, ros. Осиповичи, Osipowiczi) – miasto na Białorusi, położone w obwodzie mohylewskim, centrum administracyjne rejonu osipowickiego, 136 km od Mohylewa, nad rzeką Sinią (dopływem Świsłoczy). 32,4 tys. mieszkańców (2010). Węzeł kolejowy, przemysł drzewny, papierniczy, środków transportu, lekki, metalowy, mineralny. Na północ od miasta znajduje się największa na Białorusi elektrownia wodna na rzece Świsłocz.

## Historia
Wieś znana już w XVIII wieku. Do 1793 leżała w obrębie województwa mińskiego I Rzeczypospolitej, po czym na skutek II rozbioru Polski została zajęta przez Imperium Rosyjskie. W 1872 o 2 km od wsi powstała stacja kolejowa Osipowicze na trasie kolei lipawo-romeńskiej (linia Homel–Mińsk). W okresie Imperium Rosyjskiego miejscowość administracyjnie należała do guberni mińskiej, powiatu bobrujskiego, gm. Zamosze.
Od 1922 miejscowość stała się siedzibą powiatu, w 1924 została miasteczkiem i centrum administracyjnym rejonu w okręgu bobrujskim. W latach 1935–1965 miejscowość zmieniała kilkukrotnie swój przydział administracyjny i raz podlegała pod obwód bobrujski, raz pod mohylewski.
Podczas okupacji hitlerowskiej, w sierpniu 1941 roku Niemcy utworzyli getto dla żydowskich mieszkańców. Przebywało w nim około 1300 osób. 5 lutego 1942 roku Niemcy zlikwidowali getto, a Żydów zamordowali na cmentarzu żydowskim. Sprawcami zbrodni był kombinowany oddział złożony z SS, 7 kompanii 339 Dywizji Piechoty oraz lokalnej białoruskiej policji.

## Galeria

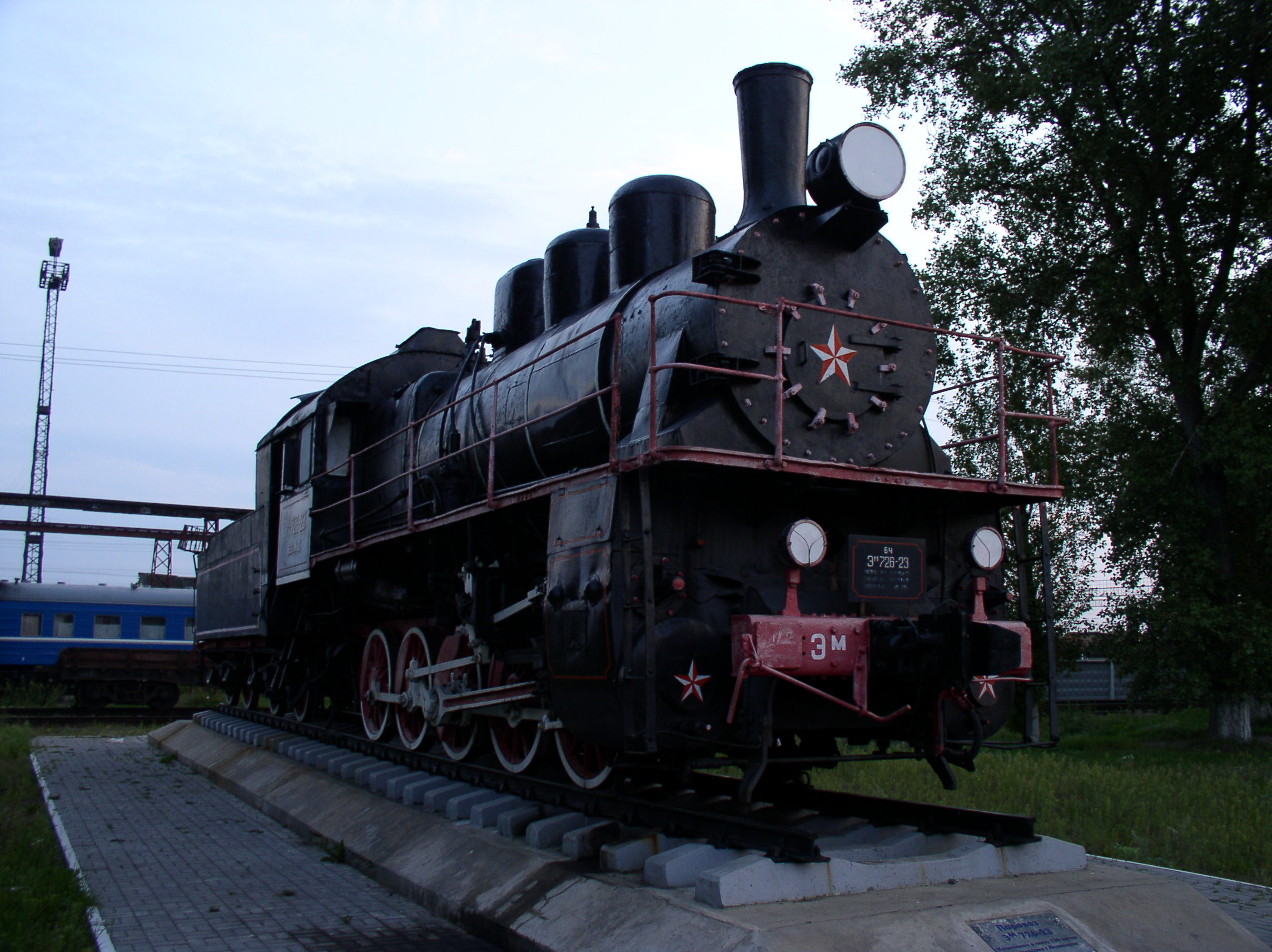
Lokomotywa-pomnik postawiona z okazji 130-lecia miasta (1872-2002)
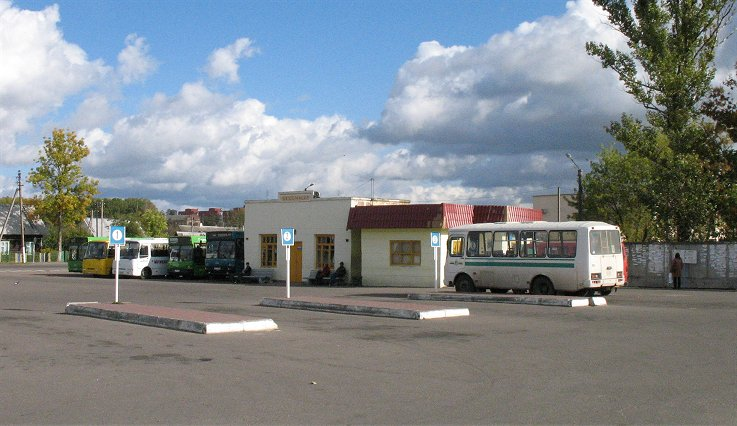
Dworzec autobusowy
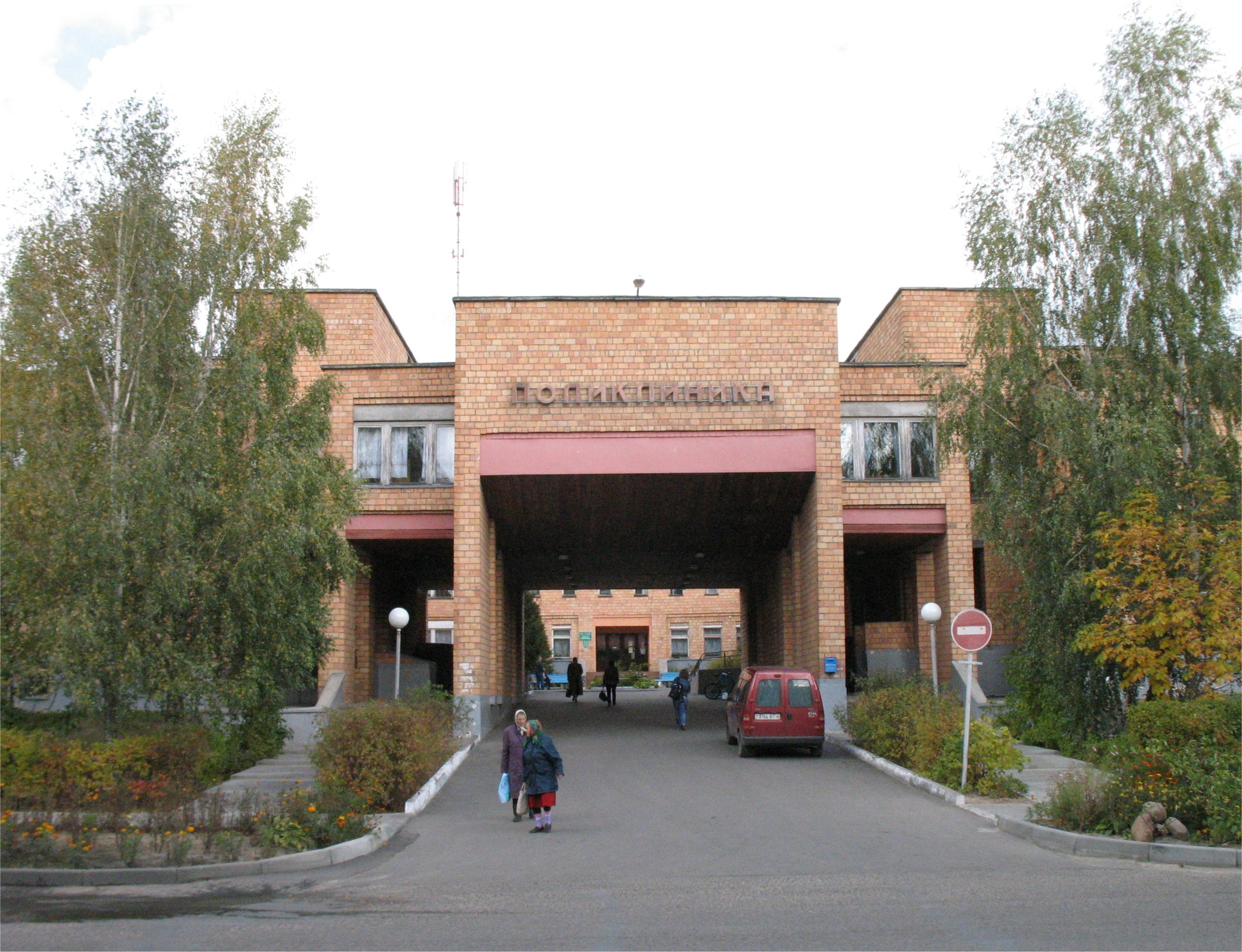
Szpital
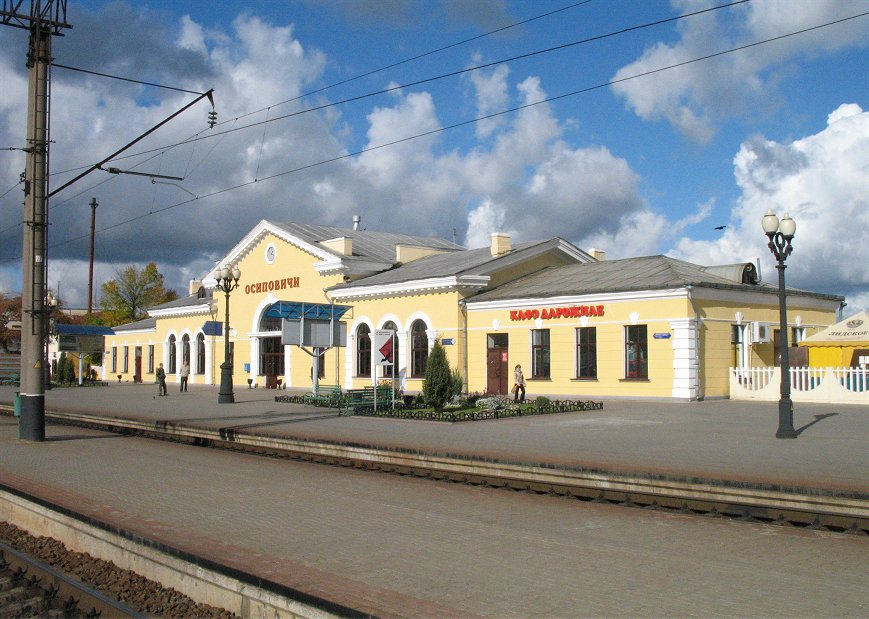
Stacja kolejowa